# Salv'a lo vescovo senato
Salv'a lo vescovo senato, conosciuto come Cantilena giullaresca o Ritmo laurenziano, perché ritrovato in un codice della Biblioteca Medicea Laurenziana di Firenze, è un componimento poetico che risale agli ultimi anni del XII secolo od al principio del XIII, scritto in volgare da un giullare toscano.
Si tratta di venti doppi ottonari e novenari monorimi, articolati in tre lasse (la terza delle quali in rime imperfette), scritti nell'ultima pagina di un codice laurenziano, che contiene un Martirologio ed è rivolto ad un vescovo pisano, di nome Villano (forse Villano Villani), per ottenere in dono un cavallo.
Così scrive Bruno Migliorini: "Il giullare si rivolge a un vescovo (Villano, arcivescovo di Pisa, secondo l'ipotesi del Cesareo, accolta dal Mazzoni) facendone lodi sperticate e pronosticandogli nientemeno che il pontificato, con la speranza di ottenere in dono un cavallo: se lo ottiene, lo mostrerà al vescovo di Volterra, Galgano".